# 大阪国際空港殺人事件
『大阪国際空港殺人事件』（おおさかこくさいくうこうさつじんじけん）とは、山村美紗の短編推理小説集およびその表題作。
『小説現代』1987年3月・5月・7月号に掲載された大阪国際空港に勤める税関調査官・今井陽子を主人公とした3つの中編を集め、同年7月に講談社からノベルス版が刊行された。

## 収録作品
- 大阪国際空港殺人事件（『小説現代』1987年3月号）
- 偽ダイヤ殺人事件（『小説現代』1987年5月号）
- 二重底殺人事件（『小説現代』1987年7月号）

## 共通登場人物
今井陽子（いまい ようこ）
主人公。
大阪国際空港に勤める税関調査官。ある程度の英語は話せる。家は京都にある。
池上明子（いけがみあきこ）
陽子の同僚。
大学時代の先輩で大阪の新聞社につとめる大石という恋人がいる。
藤川（ふじかわ）
陽子の上司。
人情味があり、陽子は尊敬している。
沢田昭彦（さわだ あきひこ）
陽子が1人でグアム旅行へ行った際に現地で知り合った男性。
大阪の広告代理店に勤めている。陽子より英語が達者。帰国してからも連絡を取り合う。
狩矢
京都府警捜査一課の警部。
橋口
京都府警捜査一課の刑事。

## 書籍情報
- ノベルス版：1987年7月1日、講談社ノベルス、ISBN 978-4-06-181314-4
- 文庫本：1990年6月8日、講談社文庫、TSBN 978-4-06-184705-7、解説：郷原宏

## テレビドラマ
収録作の一つ「偽ダイヤ殺人事件」は2度テレビドラマ化されている。

### 名取裕子版
『税関検査官・今井陽子 密輸ダイヤモンド殺人事件』は、2003年2月19日にテレビ東京・BSジャパン共同制作「女と愛とミステリー」で放送された。主演は名取裕子。

#### キャスト
- 今井陽子（新東京国際空港税関検査官） - 名取裕子
- 池上明子（陽子の後輩 税関検査官） - 森尾由美
- 江坂雅彦（東和第一商事 部長） - 羽場裕一
- 江坂温子（江坂の妻） - 星遙子（現・星ようこ）
- 姿三千子（陽子の同僚） - 越智静香
- 山崎（刑事） - 遠山俊也
- 中村マリ子（陽子の後輩） - 内藤陽子
- 野際妙子（麻薬税関検査官統括） - 山村紅葉
- 池晴夫（宝石商） - 伊藤正之
- 大隅信一郎（宝石商） - 乃木涼介
- 岡まゆみ（東和第一商事 OL） - 久保恵子
- 堺まどか（東和第一商事 OL） - 後藤祐里
- 密輸男 - マギー
- 陽子のストーカー - 六角慎司
- 大原美香（東和第一商事 OL） - 大沢逸美
- 狩矢警部（千葉県警 警部） - 船越英一郎
- 藤川浩輔（税関検査官統括） - 西岡徳馬
- 山田幸信、樹里、菅野美恵子
- エキストラ - クロキプロ、テアトルアカデミー、稲川素子事務所

#### スタッフ
- 原作 - 山村美紗『大阪国際空港殺人事件』所収「偽ダイヤ殺人事件」より（講談社文庫）
- 脚本 - 橋本以蔵
- 演出 - 樋口徹
- 撮影協力 - 東京税関成田税関支署、新東京国際空港公団
- 殺陣 - 城谷光俊
- 技術協力 - バスク
- 美術協力 - フジアール
- プロデュース - 森川真行
- 統括プロデューサー - 不破敏之
- 製作 - テレビ東京、BSジャパン、ファインエンターテイメント

### 浅野ゆう子版（京都・源氏物語殺人絵巻）
『山村美紗サスペンス 京都・源氏物語殺人絵巻』は、2010年11月12日にフジテレビ系「金曜プレステージ」で放送された。主演は浅野ゆう子。

#### キャスト
- 今井陽子（関西新国際空港警察署組織犯罪対策課国際事犯特捜班・警部補） - 浅野ゆう子
- 三安睦子（京極旅行社 社員） - 美保純
- 北上雅夫（美術商） - 大浦龍宇一
- 及川華絵（空港税関上席監視官） - 山村紅葉
- 小松（刑事） - 小沢和義
- 末次つぼみ（京都府立宝ヶ池資料館学芸部 主任） - 渋谷琴乃
- 冷泉春樹（空港警察 今井班刑事） - 音尾琢真
- 大田黒（空港警察 刑事課長） - 須永慶[2]
- 工藤（刑事） - 國本鐘建
- 青山伊津子（十六夜流香道師範代） - 大竹一重
- 毛利邦彦（ロンドン在住の弁護士） - 鈴木壮麻[3]
- 浅木未奈絵（巡査・1年前に殉職した宗像の部下） - 遠野舞子
- 吉田夕子（京都の土産店店員） - 朝倉えりか
- 相羽（京都府警西堀川警察署・鑑識） - 山口竜央
- ホテルのフロント係 - 後藤祐里
- 回想で陽子を銃撃した暴力団員 - 若林秀俊
- カウンターレディー - 井上麻衣子
- 刑事 - 小林和寿
- 山田孝（殺人犯） - 渋江譲二[4]
- 下河原栄一（京極旅行社 社長） - 隆大介
- 毛利雅江（毛利の妻） - 愛華みれ
- 宗像勇吾（京都府警刑事課・警部） - 遠藤憲一

#### スタッフ
- 原作 - 山村美紗『大阪国際空港殺人事件』所収「偽ダイヤ殺人事件」より（講談社文庫）
- 脚本 - 橋本以蔵
- 演出 - 福本義人
- 編成企画 - 松崎容子
- 技術協力 - バスク
- 美術協力 - フジアール
- プロデューサー - 森川真行
- 制作 - フジテレビ
- 制作著作 - ファインエンターテイメント

### 浅野ゆう子版（黒の滑走路）
『山村美紗サスペンス 黒の滑走路』（やまむらみささすぺんす くろのかっそうろ）は、2012年から2014年までフジテレビ系で放送されたシリーズ。全5回。主演は浅野ゆう子。
放送枠は「金曜プレステージ」（第1作 - 第4作）、「土曜ワイド」（第5作）。
舞台は、前作「京都・源氏物語殺人絵巻」の関西から東京へ移る。また、今井陽子、宗像勇吾、冷泉春樹、及川華絵、は引き続き同じ役者が務めるが、職など人物設定が多少異なる。

#### キャスト

##### 警視庁羽田空港警察署
今井陽子
演 - 浅野ゆう子
主任。捜査一課との合同捜査時は宗像とペアを組む。携帯の宗像の登録名は「ブル」。
及川華絵
演 - 山村紅葉
鑑識係長。既婚者で夫は海外出張中。陽子を自宅に招き入れ手料理をふるまう。
冷泉春樹
演 - 音尾琢真
刑事。陽子の後輩。捜査一課との合同捜査時は木島とペアを組む。
蓮見秀一
演 - 山口竜央（第1作・第2作・第4作・第5作）
鑑識。

##### 警視庁捜査一課
宗像勇吾
演 - 遠藤憲一
係長。階級は警部。「剃刀宗像」と呼ばれる切れ者。妻・洋子と娘・七海がいるが10年以上前に離婚。
木島拓次
演 - 中村靖日
刑事。宗像の部下。知識が豊富で警視庁にある同好会「科学捜査研究クラブ」のメンバー（第2作・第5作）。
星野貴之
演 - 宍戸開（第3作・第4作・第5作）
キャリア管理官。冷酷で宗像のことを邪険にする人物。

##### ゲスト
第1作「禁じられた一族」（2012年）
- 野上治美（輸入雑貨店社長・清吉と後妻の娘） - 黒沢あすか
- 青島百合（桐山精密機器 元経理社員） - 水沢アキ
- 桐山一輝（桐山精密機器 社長・清吉と後妻の息子・治美の兄） - 松永博史
- 空港でお出迎えボードを持った老婆 - 星野晶子
- 石毛（愛犬チロの飼い主） - 芦沢孝子
- 桐山清吉（桐山精密機器 創業者・3か月前死亡） - 山崎満
- ティーラウンジ「季節風」従業員 - 松川貴弘
- 一輝の隣家の主婦 - 真下有紀
- 葛西（桐山精密機器 事務員） - 安河内理恵
- 武谷直紀（武谷法律事務所 弁護士・桐山精密機器 顧問弁護士） - 相島一之
- 野上雅彦（野上不動産開発 社長・治美の夫） - 野村宏伸
- 田川重光（桐山精密機器 工場長） - 渡辺裕之
- 樺沢潔（樺沢会計事務所 所長・清吉と前妻の息子） - 永島敏行

第2作「花婿がみた悪魔」（2012年）
- 牧村剛男（青年実業家・永井朱美の元不倫相手） - 前川泰之
- 宮本恒行（旅行会社社長） - 岡本光太郎
- 牧村順次（牧村物産 代表取締役・剛男の弟） - 田中幸太朗
- 稲葉啓吾（静香の弁護士） - 増田修一朗
- 空港のフロント係 - 後藤祐里
- アナウンサー - 小野麻亜矢
- 理砂（静香の短大の同級生） - 下宮里穂子
- 三橋遥（静香の短大の同級生） - 佐藤奏
- 真理（静香の短大の同級生） - 辻元舞
- 置引き犯 - 安藤龍
- 永井琢磨（朱美の息子） - 高木煌大
- 牧村静香（剛男の新妻・中洲の高級クラブの元ナンバーワンホステス） - 原幹恵
- 永井朱美（主婦・愛の幼馴染） - 中山忍
- 牧村愛（順次の妻で秘書） - 高岡早紀

第3作「空港大パニックの中仕組まれた完全犯罪!? 止まらない殺人連鎖!! 捜一上層部VS空港警察 陰謀渦巻く国際ターミナルの罠」（2013年）
- 武藤ありさ（連れ込み強盗被害者） - 青山倫子
- 島岡達也（天空建設羽田空港支社長・2年前死亡） - 高杉亘
- 中野一重（天空建設秘書課） - 松尾れい子
- 石田マリ子（建築資材メーカー「グローバル化研」社員・天空建設 元社員） - 米田弥央
- 大石理美（天空建設 派遣社員） - 川村亜紀
- 稲葉遥（天空建設 派遣社員） - 月船さらら
- 牧野弘務（天空建設 社員） - 佐藤義夫
- 津村幸次郎（元記者） - 森下能幸
- グエン･ヴァン･チャイ（殺人犯） - 辻本一樹
- 橋田秀和（鑑識） - 住吉晃典
- 汐田早紀（天空建設 社員・2年前死亡） - 道明寺まり
- 連れ込み強盗犯 - 関野翔太、育乃介
- キャビンアテンダント - 中島芙美枝
- 紺野（税関職員） - 津阪雄一
- 天空建設羽田空港支社 社員 - 石川雄亮
- バーのマスター - 村上裕樹
- 千原 - 的場耕二
- 堤 - 佐藤賢一
- 江藤 - 伊藤茂騎
- 空港警察B - 野上幸造
- 税関職員 - 﨑本実弥
- 田代みゆき（天空建設羽田空港支社 派遣社員） - くらまたゆか
- 水木直人（天空建設 副社長） - 国広富之
- 鈴木香苗（島岡の妻・天空建設経理課 元社員） - 田中律子
- 山川公之（築資材メーカー「グローバル化研」アジア開発担当執行役員） - 近藤芳正

第4作「空港で殺された刑事が残したダイイングメッセージ・犯人死亡で捜査終了!? 熱血刑事コンビが暴く握り潰された真相！」（2014年）
- 江波正彦（羽田空港警察署 課長） - 隆大介
- 山下純一（羽田空港警察署生活安全課 課長） - 小林健
- 高橋翠（生活安全課 刑事） - 瀬戸早妃
- 尾崎衿子（尾崎の妻） - 井村空美
- 尾崎孝雄（穴守病院 院長） - 菊池均也
- 高橋勝（翠の父） - 桂茶がま
- 高橋敏江（翠の母） - 和泉ちぬ
- 八代愛子（ラベンダーの家） - 菜月
- 風間武史（無職） - 二橋進一
- 小西（土木作業員） - 鈴木浩司
- 尾崎栄太（衿子の連れ子） - 大智
- 渡辺恵子（葬儀社「渡辺メモリアル」社長） - 筒井真理子
- 小田貴代美（弁護士） - 高橋ひとみ

第5作「シリーズ最新作！空港で起きた疑惑の幼児誘拐事件！身代金受け渡しのトリック！劇場型犯人の意図は？」（2019年）
- 新城絵美子（新城の妻） - 雛形あきこ
- 新城友哉（新城と絵美子の息子） - 須田琉雅
- 新城達彦（弁護士） - 山田純大
- 山本麗子（通販オペレーター） - 小谷早弥花
- 鈴木浩一 - 高橋努
- 刑事 - 園山敬介
- 村岡卓（東京遺伝子情報研究所 所長） - 西沢仁太

#### スタッフ
- 原作 - 山村美紗「大阪国際空港殺人事件」（講談社文庫刊）
- 企画 - 鹿内植、瀧澤航一郎、羽鳥健一
- 脚本 - 田子明弘、福島治子
- 音楽 - 吉川清之
- 演出 - 伊藤寿浩、神徳幸治
- 警察監修 - 尾崎祐司
- 殺陣 - 大道寺俊典、竹田道弘
- 助監督 - 塩入秀吾
- プロデューサー補 - 椛澤節子
- プロデューサー - 森川真行、石塚清和（FINE）
- 制作 - フジテレビ
- 制作著作 - FINE

#### 放送日程
| 話数 | 放送日        | サブタイトル                                                                                                  | 脚本     | 演出     | 視聴率 |
| ---- | ------------- | --- | -------- | -------- | ------ |
| 1    | 2012年1月13日 | 禁じられた一族                                                                                                | 田子明弘 | 伊藤寿浩 | 12.5%  |
| 2    | 5月25日       | 花婿がみた悪魔                                                                                                | 田子明弘 | 伊藤寿浩 | 11.5%  |
| 3    | 2013年8月09日 | 空港大パニックの中仕組まれた完全犯罪!? 止まらない殺人連鎖!! 捜一上層部VS空港警察 陰謀渦巻く国際ターミナルの罠 | 田子明弘 | 伊藤寿浩 | 10.4%  |
| 4    | 2014年5月02日 | 空港で殺された刑事が残したダイイングメッセージ・犯人死亡で捜査終了!? 熱血刑事コンビが暴く握り潰された真相！   | 福島治子 | 伊藤寿浩 | 10.5%  |
| 5    | 2019年3月23日 | シリーズ最新作！空港で起きた疑惑の幼児誘拐事件！ 身代金受け渡しのトリック！劇場型犯人の意図は？               | 福島治子 | 神徳幸治 |        |

- 視聴率はビデオリサーチ調べ、関東地区・世帯